# Пиренополис
Пиренополис (порт. Pirenópolis) — муниципалитет в Бразилии, входит в штат Гояс. Составная часть мезорегиона Восток штата Гойяс. Входит в экономико-статистический микрорегион Энторну-ду-Дистриту-Федерал. Население составляет 21 240 человек на 2006 год. Занимает площадь 2227,793 км². Плотность населения — 9,5 чел./км².
Праздник города — 7 октября.

## История
Город основан в 1727 году.

## Статистика
- Валовой внутренний продукт на 2003 год составляет 98 517 337,00 реалов (данные: Бразильский институт географии и статистики).
- Валовой внутренний продукт на душу населения на 2003 год составляет 4637,86 реалов (данные: Бразильский институт географии и статистики).
- Индекс развития человеческого потенциала на 2000 год составляет 0,713 (данные: Программа развития ООН).

## Галерея

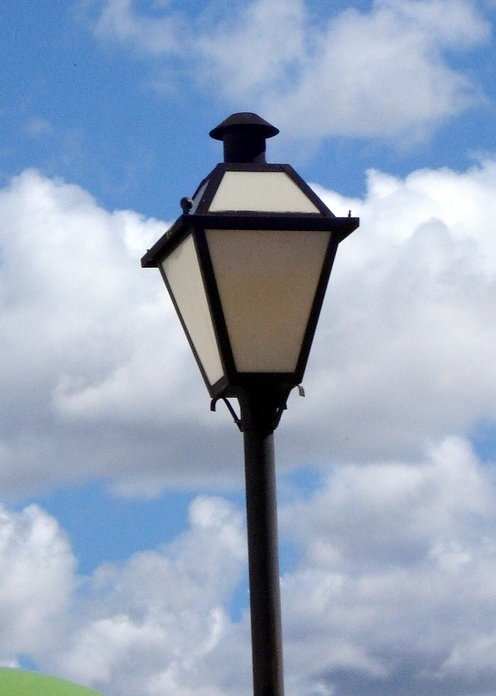
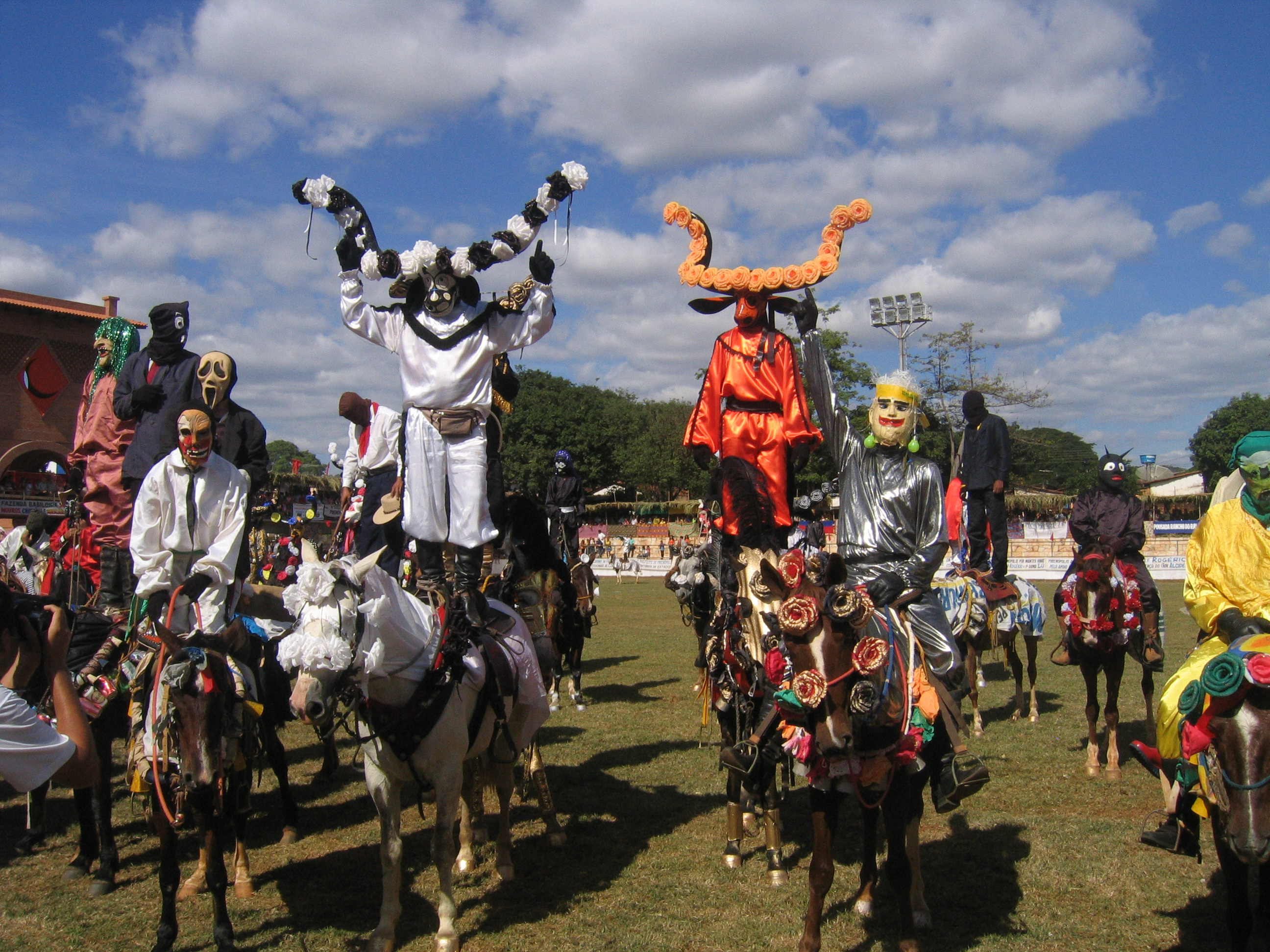
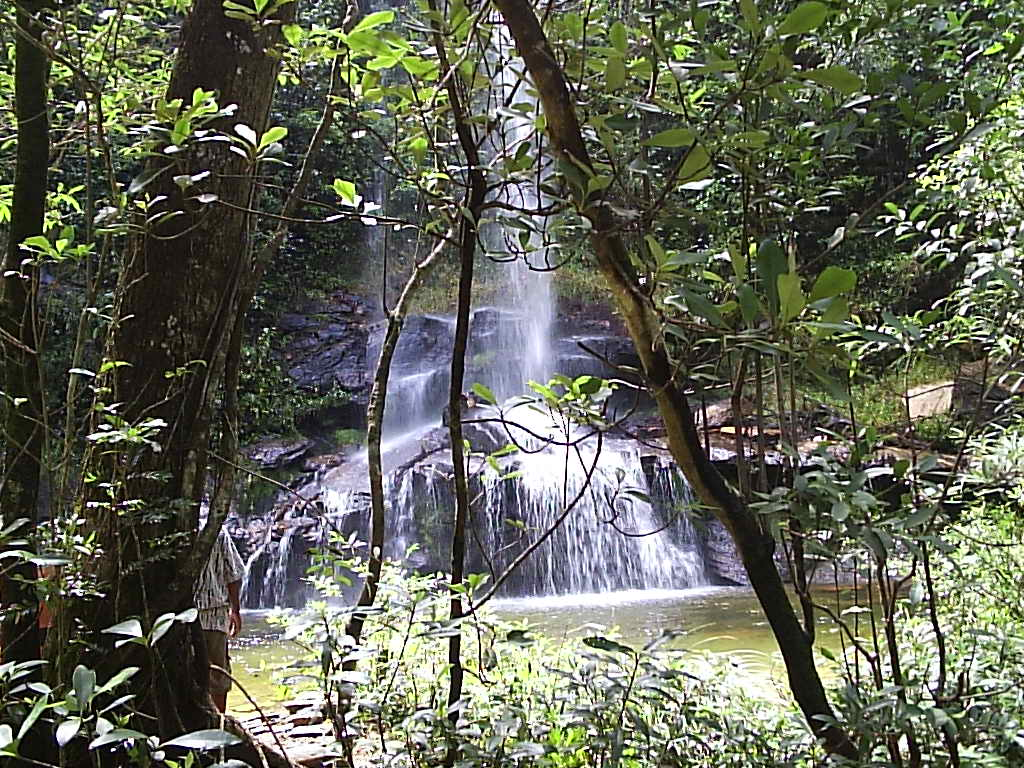
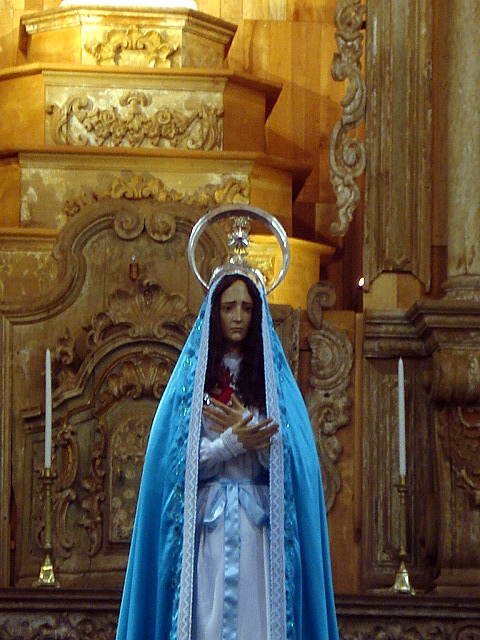
Собор